# Alloplasta plantaria
Alloplasta plantaria är en stekelart som först beskrevs av Johann Ludwig Christian Gravenhorst 1829.  Alloplasta plantaria ingår i släktet Alloplasta och familjen brokparasitsteklar. Arten är reproducerande i Sverige. Utöver nominatformen finns också underarten A. p. rufilegus.